# Јунион Гроув (Тексас)
Јунион Гроув (енгл. Union Grove) град је у америчкој савезној држави Тексас. По попису становништва из 2010. у њему је живело 357 становника.

## Демографија
Према попису становништва из 2010. у граду је живело 357 становника, што је 11 (3,2%) становника више него 2000. године.
| Група             | 2000.       | 2010.       |
| Белци             | 324 (93,6%) | 339 (95,0%) |
| Афроамериканци    | 12 (3,5%)   | 13 (3,6%)   |
| Азијати           | 0 (0,0%)    | 1 (0,3%)    |
| Хиспаноамериканци | 7 (2,0%)    | 0 (0,0%)    |
| Укупно            | 346         | 357         |